# 龔一程
龚一程（？—？），號瞻凤，江西南昌府进贤县民籍南昌县人。明朝政治人物。

## 生平
萬曆四十三年（1615年）乙卯科江西鄉試亚魁，天啓二年（1622年）壬戌科進士，授罗山知县，调汝阳，陪推吏部，崇祯元年戊辰（1628年）四月考选四川道御史，二年九月巡视漕运，又巡按江南，官至南尚宝司卿。